# Pitești Sud
Pitești Sud (rum: Gara Pitești Sud) – stacja kolejowa w miejscowości Pitești, w Okręgu Ardżesz, w Rumunii. Stacja jest obsługiwana przez pociągi CFR Călători. Znajduje się na ważnej magistrali kolejowej Bukareszt – Pitești – Krajowa.
W Budynku dworca funkcjonuje poczekalnia, bar, posterunek policji, restauracja, punkty usługowe, toaleta. Przed budynkiem dworca znajduje się postój taksówek oraz przystanki komunikacji publicznej.

## Linie kolejowe
- Linia Bukareszt – Pitești – Krajowa
- Linia Pitești – Curtea de Argeș